# コンスタンティノープル大宮殿

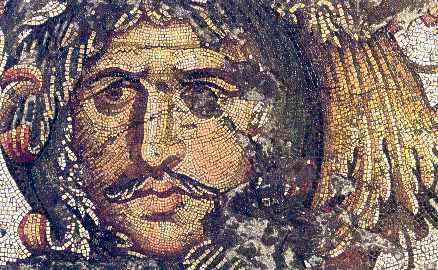
大宮殿にあった床のモザイク。日常生活や神話が描かれているが、それがあったホールの建設時期や用途については定説がない。

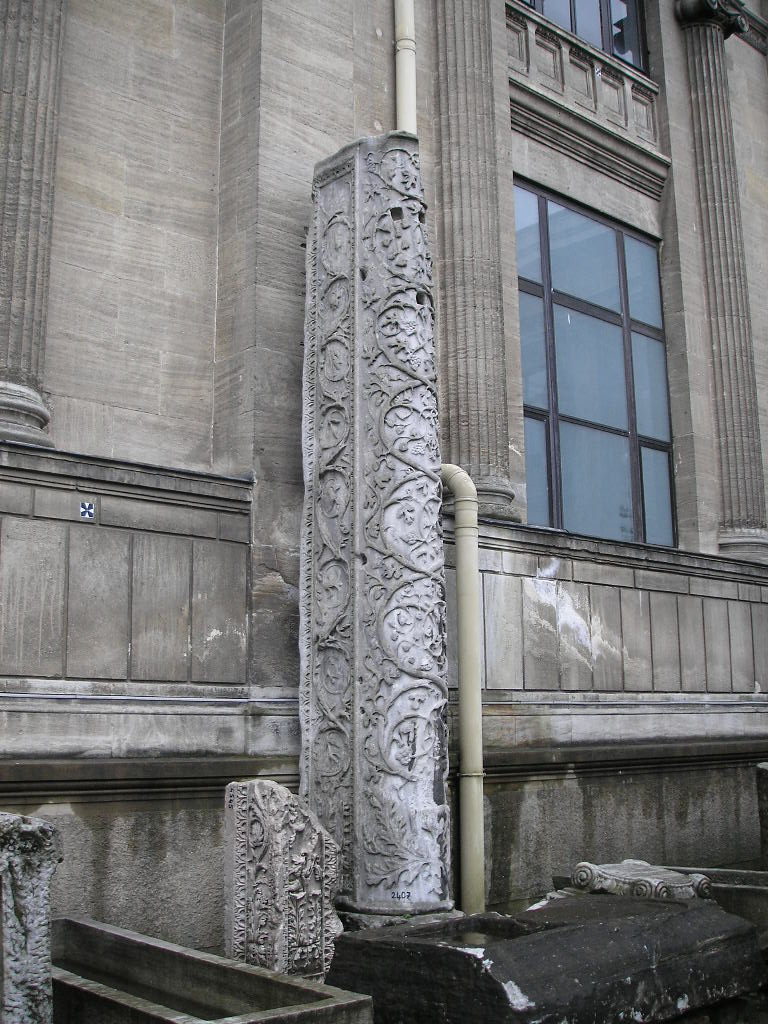
イスタンブール考古学博物館の中庭にある大宮殿の柱の1つ

コンスタンティノープル大宮殿（コンスタンティノープルだいきゅうでん、ギリシア語: Μέγα Παλάτιον、トルコ語: Büyük Saray）は東ローマ帝国の首都コンスタンティノープルにあった巨大宮殿複合体で、半島南西端のイスタンブール旧市街地にあたる場所にあった。聖なる宮殿（ラテン語: Sacrum Palatium、ギリシア語: Ιερόν Παλάτιον）とも。330年から1081年まで東ローマ帝国歴代皇帝の居所とされ、800年以上に渡って帝国統治の中心地だった。ごく一部の遺構や基礎部分しか現存していない。

## 歴史
330年にコンスタンティヌス1世がローマからコンスタンティノープルに首都を移転させたとき、彼は自身と後継者のための宮殿建設を計画した。宮殿は競馬場とアヤソフィアの間とされた。何度か拡張および修復されており、特にユスティニアヌス1世とテオフィロスの治世下で大規模な修復・拡張が行われた。
13世紀初頭まで大宮殿はコンスタンティノープルの統治と儀礼の中心だったが、コムネノス王朝初期から皇帝の居所としてはブラケルナエの宮殿の方が好まれた。第4回十字軍によるコンスタンティノープル略奪に際しては、モンフェッラート侯ボニファーチョ1世の率いる兵らが大宮殿で略奪した。その後のラテン帝国でも大宮殿を使い続けたが、修復するための資金がなかった。ラテン帝国最後の皇帝ボードゥアン2世・ド・クルトネーは、宮殿の鉛板製の屋根を取り払って売るところまで追い込まれていた。
1261年、ミカエル8世パレオロゴスの軍がコンスタンティノープルを奪回したとき、大宮殿は無残な状態だった。パレオロゴス王朝の皇帝らは大宮殿をほぼ放置し、ブラケルナエの宮殿を主に使った。そのため1453年にメフメト2世がコンスタンティノープル入りしたとき、大宮殿は廃墟と化していた。荒廃したアヤソフィアや大宮殿の空虚な広間を見て回りながら、メフメト2世は次のペルシアの対句をつぶやいたとされている。
「蜘蛛はホスローの丸屋根の広間にて門番の務めを果たし、
梟はアフラシヤブの宮殿にて軍楽を奏でる。」
大宮殿の大部分はオスマン帝国初期にコンスタンティノープル全体の再建の一環として撤去された。しかし20世紀初頭の火事で大宮殿の遺構の一部が顕わになった。その際に独房、多数の大きな部屋、墓と思われるものなどが見つかっている。大宮殿の発掘調査は現在もイスタンブールで行われている。これまで発掘調査が行われたのは大宮殿の敷地の4分の1未満である。大宮殿跡地にはスルタンアフメト・モスクとそれに付随する各種建物が建っており、大がかりな発掘は不可能である。これまでに出土したモザイク画の多くはモザイク博物館に展示されている。

## 解説

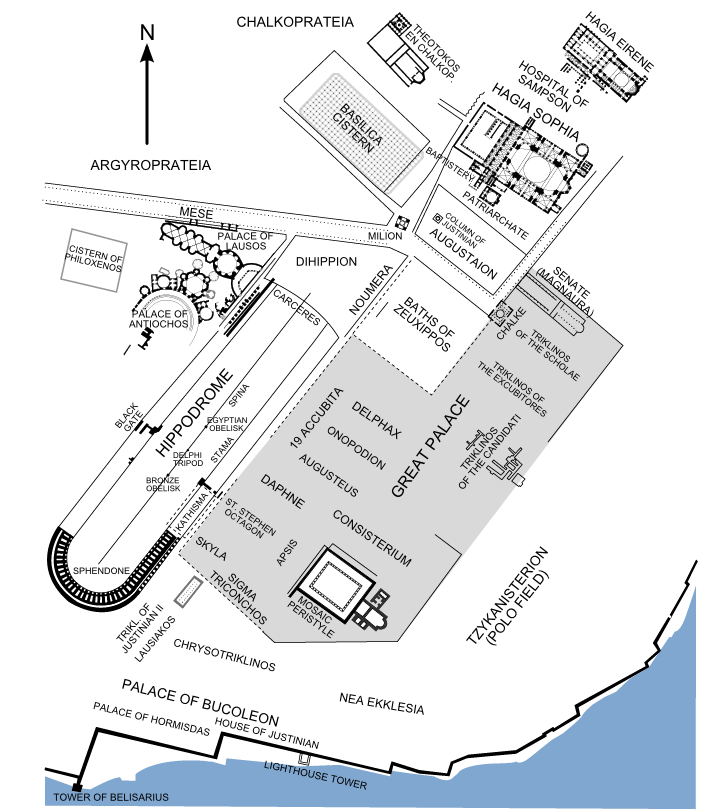
コンスタンティノープル中心地の地図。大宮殿は文献などから下方の網掛け部分にあったとされている。現存する部分は濃い黒で描かれている。

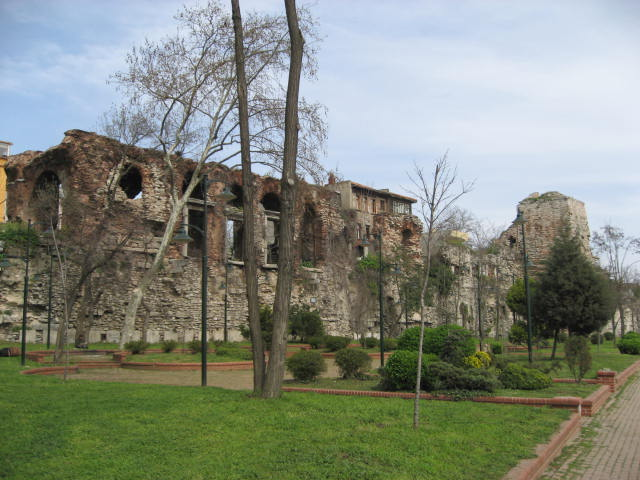
ブーコレオン宮殿の遺構

大宮殿はコンスタンティノープルの半島の南西端に位置し、競馬場とアヤソフィアの背後にあった。オスマン帝国時代に建設されたトプカプ宮殿のように、多数の別館から構成されていたと見られている。大宮殿の総敷地面積は 200,000平方フィート (19,000 m2) 以上だった。
大宮殿の正面入口はアウグスタイオン広場のカルケ門である。アウグスタイオン広場はアヤソフィアの南に接するように位置し、コンスタンティノープルの大通り (en) の起点になっていた。広場の東に接するように元老院議事堂またはマグナウラの宮殿 (en) があったが、後に大学に流用された。また、広場の西には東ローマ帝国内の全てのマイルストーンの起点となる Milion があり、南にはローマ式浴場のゼウクシッポス浴場があった（ただし、浴場として機能したのは古代末期まで、中世以降は監獄や兵舎、絹織物工場などへ転用された）。
カルケ門を入ってすぐの南側に近衛兵団 Scholae Palatinae の兵舎があった。兵舎の後ろに19脚の長いす (Accubita) の置かれた応接ホール（このホールでは古代ローマ風の長椅子に寝そべって食事をする宴会ができるようになっていた）があり、東ローマ帝国初期には皇帝の居所だったダフネ宮殿 (en) に続いている。この宮殿には皇帝の寝室 Octagon があった。ダフネ宮殿から競馬場の皇帝専用席 (kathisma) に直接繋がる通路があった。主謁見室 Chrysotriklinos はユスティヌス2世が建設させ、バシレイオス1世が拡張・改修した。そのすぐそばに宮殿内の礼拝堂 (en) があった。その北に皇帝テオフィロスが建てさせた宮殿 (Triconchos) があり、Sigma と呼ばれる半円形の控え室を通じて行き来できるようになっていた。Triconchos の東にはバシレイオス1世が建設させた金メッキされた5つのドームのある豪華な装飾の新しい教会 (Nea Ekklesia) があった。この教会はオスマン帝国征服後も残っていたが、弾薬庫として使われ、1490年の落雷で爆発した。この教会と海岸の城壁の間には Tzykanisterion というポロの一種を行う競技場があった。
さらに南には、主要な建物群から離れた海岸沿いにブーコレオン宮殿がある。海岸沿いの城壁の一部としてテオフィロスが建設したもので、13世紀までよく使われていた。特にラテン帝国（1204年 - 1261年）の皇帝らは海岸沿いのこの宮殿を好んだ。海岸側の門を出ると、そこにブーコレオンの港があった。